# Carnés (Vimianzo)
Carnés (llamada oficialmente San Cristovo de Carnés) es una parroquia y una aldea española del municipio de Vimianzo, en la provincia de La Coruña, Galicia.

## Entidades de población
Entidades de población que forman parte de la parroquia:
- Casiña (A Casiña)
- Devesa (A Devesa)
- Campolongo
- Carnés
- Montecelos
- Moreira
- Mouzo
- A Penoubiña

## Demografía

### Parroquia
| Gráfica de evolución demográfica de Carnés (parroquia) entre 2000 y 2019 |
|                                                                          |
| Datos según el nomenclátor publicado por el INE.                         |

### Aldea
| Gráfica de evolución demográfica de Carnés (aldea) entre 2000 y 2019 |
|                                                                      |
| Datos según el nomenclátor publicado por el INE.                     |